# Миллер, Стив (писатель)
Стив Миллер (англ. Steve Miller; 31 июля 1950, Балтимор — 20 февраля 2024, Уотервилл, Мэн) — американский писатель-фантаст.
Вместе с женой Шарон Ли писал в жанре научная фантастика. Галактику, созданную авторами, населяет множество рас. Как правило, в центре повествования находятся члены клана Корвал, проживающего на планете Лиад.